# Orthoporus gaigei
Orthoporus gaigei är en mångfotingart som beskrevs av Chamberlin 1923. Orthoporus gaigei ingår i släktet Orthoporus och familjen Spirostreptidae. Inga underarter finns listade i Catalogue of Life.